# Péninsule du Shandong
Pour les articles homonymes, voir Shandong (homonymie).
La péninsule du Shandong, (en mandarin, chinois simplifié : 山东半岛 ; chinois traditionnel : 山東半島 ; pinyin : shāndōng bàndǎo) est une péninsule, située dans la province du Shandong en république populaire de Chine.
La plus grosse partie est constituée de la péninsule de Jiaodong (胶东半岛 / 膠東半島, jiāodōng bàndǎo), partie orientale délimitée du reste de la péninsule du Shandong par le fleuve Jiaolai et la baie de Jiaozhou. Elle constituée des villes-préfectures de Yantai, Weihai et de la partie orientale de celle de Qingdao.
La partie occidentale de la péninsule est constituée des villes-préfectures de Rizhao, Weifang ainsi que de la partie occidentale de celle de Qingdao, à l'Ouest de la Baie de Jiaozhou, et complètent ainsi la péninsule du Shandong.

## Géographie
Elle marque la limite méridionale du golfe de Bohai.